# Megalaimidae
A Megalaimidae a madarak (Aves) osztályába és a harkályalakúak (Piciformes) rendjébe tartozó család, melyet korábban alcsaládi szinten, a tukánfélék (Ramphastidae) közé soroltak, Megalaiminae név alatt.
Ebbe a családba jelenleg 34 élő faj tartozik.

## Tudnivalók
A Megalaimidae-fajok ázsiai elterjedésűek; Tibettől egészen Indonéziáig találhatók meg; a fajok többsége a Maláj-félszigeten és Szumátrán él. Rovarokkal és gyümölcsökkel táplálkoznak. A legnagyobb képviselőjük elérheti a 33 centiméteres hosszúságot és a 210 grammos testtömeget. A madarak nagy fejjel és vastag csőrrel rendelkeznek. A csőr tövén kemény szőrszerű tollak ülnek.

## Rendszerezés
A családba az alábbi 2 alcsalád és 2 nem tartozik:
- Caloramphinae
  - Caloramphus Lesson, 1839 – 2 faj
- Megalaiminae
  - Psilopogon S. Müller, 1836 - 32 faj

Korábban három madárnem tartozott ide, a Megalaima is, azonban a kutatások következtében ezt a nemet belevonták a Psilopogonba.
A két megmaradt madárnem, körülbelül 21,32 millió éve vált szét. Azóta a két nem szétfejlődött annyit, hogy külön alcsaládokat érdemeljenek.
Európában, főleg Franciaországban és Ausztriában a kutatók rábukkantak néhány miocén kori fosszíliára, melyeket első ránézésre ebbe a családba helyeznének; azonban az is meglehet, hogy a rokon afrikai Lybiidae madárcsaládba tartoznak.

### Fordítás
- Ez a szócikk részben vagy egészben  a   Megalaimidae című angol Wikipédia-szócikk ezen változatának fordításán alapul.  Az eredeti cikk szerkesztőit annak laptörténete sorolja fel. Ez a jelzés csupán a megfogalmazás eredetét és a szerzői jogokat jelzi, nem szolgál a cikkben szereplő információk forrásmegjelöléseként.